# Ендрю Гой
Ендрю Гой (англ. Andrew Hoy, 8 лютого 1959) — австралійський вершник.
Учасник Олімпійських Ігор 1984, 1988, 1992, 1996, 2000, 2004, 2012, 2020 років.